# Carcere di Halden
Il carcere di Halden (in Norvegese Halden fengsel), situato nell'omonimo comune norvegese e progettato dall'architetto danese Erik Møller, è stato inaugurato il 1º marzo 2010. L'apertura ufficiale dell'istituto di detenzione, con capienza massima di 252 detenuti, è avvenuta il giorno 8 aprile 2010.

## Descrizione
Una descrizione approfondita della prigione di Halden appare sulla rivista Time il 10 maggio 2010: ogni cella è dotata di televisione, frigorifero e finestre prive di sbarre per permettere un maggiore afflusso di luce. Oltre alle cucine, i detenuti hanno a disposizione spazi comuni (ogni 10 o 12 celle) per attività fisiche, creative ed istruttive. Sono offerti infatti corsi di cucina e di musica ed oltre ad un percorso per il jogging il carcere di Halden è anche provvisto di una parete per l'arrampicata. Metà del personale di Polizia Penitenziaria norvegese è composto da donne e non armate. Ai detenuti sono poi somministrati questionari su come pensano sia possibile migliorare la propria esperienza detentiva. L'articolo riporta inoltre che, nonostante il tasso di recidivismo sia calcolato diversamente, solo il 20% dei detenuti in Norvegia vengono arrestati nuovamente nei 2 anni successivi alla scarcerazione (confrontato con il 50-60% negli Stati Uniti e nel Regno Unito).